# Martin Klein
Martin Klein (Tarvastu, Estònia, Imperi Rus, 12 de setembre de 1884 - Tarvastu, URSS, 11 de febrer de 1947) va ser un lluitador estonià que va competir com a membre de l'Imperi Rus a començaments del segle XX i que va donar a Estònia la seva primera medalla olímpica.
El 1912 va prendre part en els Jocs Olímpics d'Estocolm, on guanyà la medalla de plata de la categoria del pes mitjà de lluita grecoromana. A semifinals es va enfrontar contra el finlandès Alfred Asikainen, en un enfrontament que va durar onze hores i quaranta minuts, i que continua sent el combat de lluita lliure més llarg de la història. El cansament d'aquest llarg combat va fer que Klein es retirés de la final per l'esgotament, amb la qual cosa Johansson va guanyar la medalla d'or.
El 1910 Klein havia guanyat el primer títol, en els campionats de Sant Petersburg en categoria de pes lliure. El 1913 va disputar el Campionat Mundial, però una lesió l'obligà a retirar-se. El mateix any va guanyar el títol de pes pesat rus. Durant la Primera Guerra Mundial va servir a l'exèrcit rus i més tard va participar en la Guerra d'Independència d'Estònia. El 1919 passà a exercir d'entrenador de lluita lliure per tal de preparar els lluitadors estonians pels Jocs Olímpics de 1920. En aquests jocs se li va oferir disputar-los, però es va negar en favor dels joves. Klein va continuar entrenant i competint fins a 1937. Va morir com a conseqüència d'una hèrnia i va ser enterrat al cementiri Tarvastu. Des de 1962 té lloc el Memorial Martin Klein, una competició internacional de lluita grecoromana a Viljandi.